# Sites historiques et culturels majeurs protégés au niveau national (Tibet)
Cette liste regroupe les principaux sites protégés pour leur valeur culturelle et historique au niveau national par l'administration d'état chargée du patrimoine culturel en Chine pour la région autonome du Tibet. Elle a été établie en différentes étapes : la série 1a en 1961, 1b en 1981, 2 en 1982, 3 en 1988, 4 en 1996, 5 en 2001, 5a en 2002, 5b et 5c en 2003, 6 en 2006, 6a en 2009, 7 en 2013, 7a en 2014, la 8 en 2019. La liste présentée ci-dessous ne reprend actuellement que les certaines séries et n'est donc pas complète.

## Première à quatrième listes
Pour la première liste :
| Désignation               | Numéro de catalogue | Catégorie                | Période                              | Ville / district                               | Géolocalisation                      | Image |
| ------------------------- | ------------------- | ------------------------ | ------------------------------------ | ---------------------------------------------- | ------------------------------------ | ----- |
| Dzong de Gyantsé          | 1-5                 | 革命遗址及革命纪念建筑物 | 1904                                 | bourg de Gyantsé, ville-préfecture de Shigatsé | 28° 55′ 04,148″ N, 89° 35′ 57,163″ E |       |
| Temple de Jokhang         | 1-81                | 革命遗址及革命纪念建筑物 | 建于7世纪中叶，经历代修缮增建        | district de Chengguan, Lhassa                  | 29° 39′ 11,2″ N, 91° 07′ 52,2″ E     |       |
| Changzhug                 | 1-82                | 古建筑及历史纪念建筑物   | VIIe siècle                          | Ville-préfecture de Shannan                    | 29° 11′ 37,428″ N, 91° 46′ 18,505″ E |       |
| Monastère de Sakya        | 1-95                | 古建筑及历史纪念建筑物   | Yuan                                 | xian de Sakya, Shigatsé                        | 28° 54′ 17,14″ N, 88° 01′ 04,156″ E  |       |
| Palais du Potala          | 1-107               | 古建筑及历史纪念建筑物   | Ming—République de Chine (1912-1949) | District de Nêdong, Lhassa                     | 29° 39′ 28″ N, 91° 07′ 01″ E         |       |
| Monastère de Ganden       | 1-108               | 古建筑及历史纪念建筑物   | Début des Ming à Qing                | Xian de Dagzê, Lhassa                          | 29° 45′ 30,658″ N, 91° 28′ 34,748″ E |       |
| Monastère de Tashilhunpo  | 1-109               | 古建筑及历史纪念建筑物   | Début des Ming-Qing                  | Samzhubzê, Ville-préfecture de Shigatsé        | 29° 16′ 01,416″ N, 88° 52′ 13,84″ E  |       |
| Vestiges de Tsaparang     | 1-161               | Vestiges ancien          | Environ Xe siècle                    | Xian de Zanda, préfecture de Ngari             | 31° 27′ 58,144″ N, 79° 40′ 14,171″ E |       |
| Vallée des rois tibétains | 1-174               | Cimetière ancien         | VIIe siècle                          | xian de Qonggyai, Ville-préfecture de Shannan  | 29° 01′ 04,156″ N, 91° 40′ 47,168″ E |       |
| Monastère de Drepung      | 2-27                | 古建筑及历史纪念建筑物   | Ming                                 | District de Chengguan, Lhassa                  | 29° 40′ 36,152″ N, 91° 02′ 49,168″ E |       |
| Monastère de Séra         | 2-28                | 古建筑及历史纪念建筑物   | Ming                                 | District de Chengguan, Lhassa                  | 29° 41′ 48,455″ N, 91° 07′ 57,889″ E |       |
| Norbulingka               | 3-96                | 古建筑及历史纪念建筑物   | Qing                                 | District de Chengguan, Lhassa                  | 29° 39′ 08,431″ N, 91° 05′ 43,159″ E |       |
| Monastère de Shalu        | 3-118               | 古建筑及历史纪念建筑物   | Yuan à Qing                          | Samzhubzê, Ville-préfecture de Shigatsé        | 29° 07′ 38,356″ N, 88° 59′ 35,074″ E |       |
| Site néolithique de Karuo | 4-19                | vestiges anciens         | Néolithique                          | District de Karuo, Préfecture de Chamdo        | 31° 03′ 36,14″ N, 97° 12′ 30,157″ E  |       |
| Monastère de Samyé        | 4-90                | édifice ancien           | 787—799                              | Xian de Zhanang, Ville-préfecture de Shannan   | 29° 19′ 35,17″ N, 91° 30′ 15,185″ E  |       |
| Monastère de Tholing      | 4-110               | édifice ancien           | Song                                 | Tholing, préfecture de Ngari                   | 31° 28′ 58,174″ N, 79° 47′ 51,205″ E |       |
| Monastère de Dratang (zh) | 4-111               | édifice ancien           | 1081—1093                            | Xian de Zhanang, ville-préfecture de Shannan   | 29° 14′ 33,14″ N, 91° 19′ 54,16″ E   |       |
| Monastère de Palcho       | 4-160               | édifice ancien           | Ming                                 | Xian de Gyangzê, ville-préfecture de Shigatsé  | 28° 55′ 26,152″ N, 89° 35′ 43,166″ E |       |

## Cinquième à sixième liste
| Désignation | Numéro de catalogue | Catégorie        | Période                      | Ville / district                                | Géolocalisation                      | Image |
| --- | ------------------- | ---------------- | ---------------------------- | ----------------------------------------------- | ------------------------------------ | ----- |
| Vestiges du palais de Lhagyili (zh) (拉加里王宫遗址)                                                                                     | 5-109               | anciens vestiges | XIIIe siècle à XVIIIe siècle | Xian de Qusum, ville-préfecture de Shannan      | 29° 03′ 56,178″ N, 92° 11′ 37,194″ E |       |
| Cimetière Lieshan (zh) (烈山墓地) | 5-181               | Cimetière ancien | Tang                         | Xian de Nang, ville-préfecture de Nyingchi      | 28° 58′ 56,05″ N, 93° 21′ 08,042″ E  |       |
| Cimetière Gyidui de la dynastie Tubo (zh) (吉堆吐蕃墓群)                                                                                 | 5-182               | Cimetière ancien | Tang                         | Xian de Lhozhag, Ville-préfecture de Shannan    | 28° 22′ 57,626″ N, 90° 47′ 53,707″ E |       |
| Manoir Nanseling (zh) (朗色林庄园) | 5-407               | édifice ancien   | Ming                         | Xian de Zhanang, Ville-préfecture de Shannan    | 29° 13′ 55,164″ N, 91° 31′ 59,182″ E |       |
| Monastère Chöde (zh) (曲德寺), Drölma Lhakhang (zh) (卓玛拉康), Stèle pour les envoyés de la dynastie Tang en Inde (zh) (大唐天竺使出铭) | 5-408               | édifice ancien   | Xe siècle, 1274, 658         | Xian de Gyirong, Ville-préfecture de Shigatsé   | 28° 53′ 07,832″ N, 85° 18′ 28,897″ E |       |
| Monastère de Sekhar-Guthog (zh) (色喀古托寺)                                                                                             | 5-409               | édifice ancien   | 1080                         | Xian de Lhozhag, Ville-préfecture de Shannan    | 28° 11′ 07,33″ N, 90° 49′ 17,9″ E    |       |
| Monastère de Khorzhak (科迦寺) | 5-410               | édifice ancien   | 996                          | Xian de Burang, préfecture de Ngari             | 30° 11′ 44,38″ N, 81° 16′ 06,6″ E    |       |
| Temple de Ramoché (小昭寺 | 5-411               | édifice ancien   | 641                          | District de Chengguan, Lhassa                   | 29° 39′ 31,378″ N, 91° 07′ 52,136″ E |       |
| monastère de Keru Lhakhang (zh) (吉如拉康)                                                                                               | 5-412               | édifice ancien   | Tang à Qing                  | District de Nêdong, ville-préfecture de Shannan | 29° 22′ 44,11″ N, 91° 49′ 48,9″ E    |       |
| Cimetière de Chamuqên (zh) (查木钦墓群)                                                                                                  | 6-283               | Cimetière ancien | Tang                         | Xian de Lhazê, Ville-préfecture de Shigatsé     | 29° 21′ 32,173″ N, 87° 48′ 46,192″ E |       |
| Stûpa de père de Sumkar (zh) (松卡石塔)                                                                                                  | 6-762               | édifice ancien   | Tang                         | Xian de Zhanang, ville-préfecture de Shannan    | 29° 18′ 01,411″ N, 91° 26′ 48,019″ E |       |
| Temple Nyethang Drolma (zh) (聂塘卓玛拉康)                                                                                               | 6-763               | édifice ancien   | Song                         | Xian de Qüxü, Lhassa                            | 29° 31′ 56,248″ N, 90° 56′ 52,152″ E |       |
| Monastère de Riwoché (查杰玛大殿 | 6-764               | édifice ancien   | Yuan à Qing                  | Xian de Riwoqê, ville-préfecture de Chamdo      | 31° 22′ 16,18″ N, 96° 30′ 11,21″ E   |       |
| Monastère de Mindroling (敏竹林寺 | 6-765               | édifice ancien   | Ming                         | Xian de Zhanang, ville-préfecture de Shannan    | 29° 11′ 01,151″ N, 91° 24′ 22,169″ E |       |
| Monastère de Tagten Phüntshog (zh) (平措林寺)                                                                                            | 6-766               | édifice ancien   | Ming                         | Xian de Lhazê, Ville-préfecture de Shigatsé     | 29° 22′ 08,191″ N, 88° 00′ 09,677″ E |       |
| Monastère de Bamna (zh) (邦纳寺) | 6-767               | édifice ancien   | Ming                         | Xian de Sog, préfecture de Nagchu               | 31° 26′ 21,59″ N, 94° 35′ 57,88″ E   |       |
| Monastère de Kamsum-Sangkaling (zh) (康松桑卡林)                                                                                         | 6-768               | édifice ancien   | Qing                         | Xian de Zhanang, ville-préfecture de Shannan    | 29° 19′ 22,336″ N, 91° 29′ 58,726″ E |       |

## Septième à huitième liste
| Désignation                                                          | Numéro de catalogue | Catégorie                  | Période                              | Ville / district                                | Géolocalisation                      | Image |
| -------------------------------------------------------------------- | ------------------- | -------------------------- | ------------------------------------ | ----------------------------------------------- | ------------------------------------ | ----- |
| Vestiges de Xiaoenda (zh) (小恩达遗址)                               | 7-0421-1-421        | Vestiges anciens           | 新石器时代                           | District de Karuo, ville-préfecture de Chamdo   | 31° 09′ 45,5″ N, 97° 07′ 19,29″ E    |       |
| vestiges de Piyang et Donggar (zh) (皮央和东嘎遗址)                  | 7-0422-1-422        | Vestiges anciens           | Song à Ming                          | Xian de Zanda, Préfecture de Ngari              | 31° 40′ 20,172″ N, 79° 49′ 52,201″ E |       |
| Monastère de zhongga qude (zh) (仲嘎曲德寺)                          | 7-1398-3-696        | édifice ancien             | Song à Ming                          | Xian de Lhünzê, ville-préfecture de Shannan     | 28° 30′ 40,961″ N, 92° 20′ 08,218″ E |       |
| Monastère de Lhalung (拉隆寺)                                        | 7-1399-3-697        | édifice ancien             | Ming                                 | Xian de Lhozhag, ville-préfecture de Shannan    | 28° 22′ 45,7″ N, 90° 42′ 33,34″ E    |       |
| Labrang Nyingba (zh) (拉让宁巴)                                      | 7-1400-3-698        | édifice ancien             | Ming                                 | District de Chengguan, Lhassa                   | 29° 39′ 07,387″ N, 91° 07′ 59,315″ E |       |
| Monastère de Galden Jampaling (昌都强巴林寺)                         | 7-1401-3-699        | édifice ancien             | Ming                                 | District de Karuo, ville-préfecture de Chamdo   | 31° 08′ 36,503″ N, 97° 10′ 40,613″ E |       |
| Pandatsang (zh) (邦达仓)                                             | 7-1402-3-700        | édifice ancien             | Ming à Qing                          | District de Chengguan, Lhassa                   | 29° 39′ 04,885″ N, 91° 07′ 59,632″ E |       |
| Monastère de Gongkar Chöde (贡嘎曲德寺)                              | 7-1403-3-701        | édifice ancien             | Ming à Qing                          | Xian de Gonggar, ville-préfecture de Shannan    | 29° 16′ 04,15″ N, 90° 48′ 46,19″ E   |       |
| Samdrup Podrang (zh) (桑珠颇章)                                      | 7-1404-3-702        | édifice ancien             | Qing                                 | District de Chengguan, Lhassa                   | 29° 39′ 07,168″ N, 91° 07′ 53,191″ E |       |
| Monastère de Paba (zh) (帕巴寺)                                      | 7-1405-3-703        | édifice ancien             | Qing                                 | Xian de Gyirong, ville-préfecture de Shigatsé   | 28° 23′ 46,997″ N, 85° 19′ 40,998″ E |       |
| Tromzikhang (zh) (冲赛康)                                            | 7-1406-3-704        | édifice ancien             | Qing                                 | District de Chengguan, Lhassa                   | 29° 39′ 13,259″ N, 91° 07′ 58,969″ E |       |
| Lhalu Podrang (zh) (拉鲁颇章)                                        | 7-1407-3-705        | édifice ancien             | Qing                                 | District de Chengguan, Lhassa                   | 29° 40′ 03,166″ N, 91° 06′ 36,184″ E |       |
| Monastère de Zhidé Dratsang (zh) (喜德寺)                            | 7-1408-3-706        | édifice ancien             | Qing                                 | District de Chengguan, Lhassa                   | 29° 39′ 23,119″ N, 91° 07′ 44,069″ E |       |
| Monastère de Dajielin (zh) (达杰林寺)                                | 7-1409-3-707        | édifice ancien             | Qing à République de Chine           | District de Nêdong, ville-préfecture de Shannan | 28° 55′ 46,675″ N, 91° 54′ 17,348″ E |       |
| Mentsikhang (门孜康)                                                 | 7-1410-3-708        | édifice ancien             | 1916                                 | District de Chengguan, Lhassa                   | 29° 39′ 11,268″ N, 91° 07′ 41,308″ E |       |
| 其多山洞穴岩画 (zh) (其多山洞穴岩画)                                 | 7-1597-4-100        | 石窟寺及石刻               | Néolithique à Tang                   | Xian de Baingoin, Préfecture de Nagchu          | 30° 48′ 45,983″ N, 90° 16′ 25,651″ E |       |
| 扎木中心县委红楼 (zh) (扎木中心县委红楼)                             | 7-1911-5-304        | 近现代重要史迹及代表性建筑 | 1953                                 | Xian de Bomi, ville-préfecture de Linzhi        | 29° 51′ 46,166″ N, 95° 46′ 04,195″ E |       |
| 帕拉庄园 (zh) (帕拉庄园)                                             | 7-1912-5-305        | 近现代重要史迹及代表性建筑 | 1955                                 | Xian de Gyangzê, ville-préfecture de Shigatsé   | 28° 54′ 11,16″ N, 89° 34′ 25,172″ E  |       |
| 中央人民政府驻藏代表办公处旧址 (zh) (中央人民政府驻藏代表办公处旧址) | 7-1913-5-306        | 近现代重要史迹及代表性建筑 | 1965                                 | District de Chengguan, Lhassa                   | 29° 41′ 07,789″ N, 91° 05′ 19,831″ E |       |
| 芒康县盐井古盐田 (zh) (芒康县盐井古盐田)                             | 7-1943-6-007        | Autre                      | Tang à République populaire de Chine | ville-préfecture de Chamdo, Xian de Markam      | 29° 02′ 50,14″ N, 98° 35′ 36,146″ E  |       |
| 尼阿底遗址 (zh) (尼阿底遗址)                                         | 8-0138-1-138        | Vestiges anciens           | Paléolithique                        | Xian de Xainza, Préfecture de Nagchu            | 31° 28′ 19,592″ N, 88° 48′ 23,22″ E  |       |
| 杰顿珠宗遗址 (zh) (杰顿珠宗遗址)                                     | 8-0139-1-139        | Vestiges anciens           | Yuan                                 | Xian de Lhozhag, ville-préfecture de Shannan    | 28° 10′ 07,892″ N, 91° 11′ 52,415″ E |       |
| 故如甲木墓地 (zh) (故如甲木墓地)                                     | 8-0190-2-023        | Vestiges anciens           | 汉晋                                 | Xian de Gar, Préfecture de Ngari                | 31° 07′ 46,708″ N, 80° 38′ 26,844″ E |       |
| 曲西碉楼群 (zh) (曲西碉楼群)                                         | 8-0456-3-259        | édifice ancien             | Song du Nord à Ming                  | Xian de Lhozhag, Ville-préfecture de Shannan    | 28° 14′ 35,473″ N, 90° 55′ 40,393″ E |       |
| Monastère de Nenying (zh) (乃宁曲德寺)                               | 8-0457-3-260        | édifice ancien             | Song du Nord à Qing                  | Xian de Kangmar, ville-préfecture de Shigatsé   | 28° 49′ 27,286″ N, 89° 38′ 52,627″ E |       |
| 艾旺寺 (zh) (艾旺寺)                                                 | 8-0458-3-261        | édifice ancien             | Song du Nord à Qing                  | Xian de Kangmar, ville-préfecture de Shigatsé   | 28° 27′ 31,572″ N, 89° 36′ 53,276″ E |       |
| 达律王府 (zh) (达律王府)                                             | 8-0459-3-262        | édifice ancien             | Yuan                                 | Xian de Gonjo, ville-préfecture de Chamdo       | 30° 51′ 45,047″ N, 98° 16′ 38,87″ E  |       |
| 查拉路甫石窟 (zh) (查拉路甫石窟)                                     | 8-0504-4-027        | 石窟寺及石刻               | Tang à Song                          | District de Chengguan, Lhassa                   | 29° 39′ 12,845″ N, 91° 06′ 44,917″ E |       |
| 仁达摩崖造像 (zh) (仁达摩崖造像)                                     | 8-0505-4-028        | 石窟寺及石刻               | Tang                                 | Xian de Zhag'yab, ville-préfecture de Chamdo    | 30° 44′ 37,918″ N, 97° 59′ 27,244″ E |       |
| 囊巴朗则石雕 (zh) (囊巴朗则石雕)                                     | 8-0506-4-029        | 石窟寺及石刻               | Tang                                 | Xian de Markam, ville-préfecture de Chamdo      | 29° 24′ 31,504″ N, 98° 48′ 18,252″ E |       |
| 乃甲切木石窟 (zh) (乃甲切木石窟)                                     | 8-0507-4-030        | 石窟寺及石刻               | Song                                 | Xian de Gamba, ville-préfecture de Shigatsé     | 28° 14′ 50,78″ N, 88° 16′ 58,84″ E   |       |
| 林恩摩崖石刻 (zh) (林恩摩崖石刻)                                     | 8-0508-4-031        | 石窟寺及石刻               | Ming                                 | Xian de Ngamring, ville-préfecture de Shigatsé  | 29° 24′ 43,448″ N, 87° 43′ 09,163″ E |       |
| 亚东海关遗址 (zh) (亚东海关遗址)                                     | 8-0726-5-210        | 近现代重要史迹及代表性建筑 | 1894～1903                           | Xian de Yadong, ville-préfecture de Shigatsé    | 27° 25′ 29,705″ N, 88° 54′ 23,299″ E |       |
| 昌都地区人民解放委员会办公旧址 (zh) (昌都地区人民解放委员会办公旧址  | 8-0727-5-211        | 近现代重要史迹及代表性建筑 | 1955～1959                           | District de Karuo, ville-préfecture de Chamdo   | 31° 08′ 38,422″ N, 97° 10′ 09,322″ E |       |
| 青藏川藏公路纪念碑 (zh) (川藏、青藏公路纪念碑                        | 8-0728-5-212        | 近现代重要史迹及代表性建筑 | 1984                                 | District de Chengguan, Lhassa                   | 29° 38′ 54,233″ N, 91° 05′ 44,444″ E |       |